# مسجد جامع شاهرود

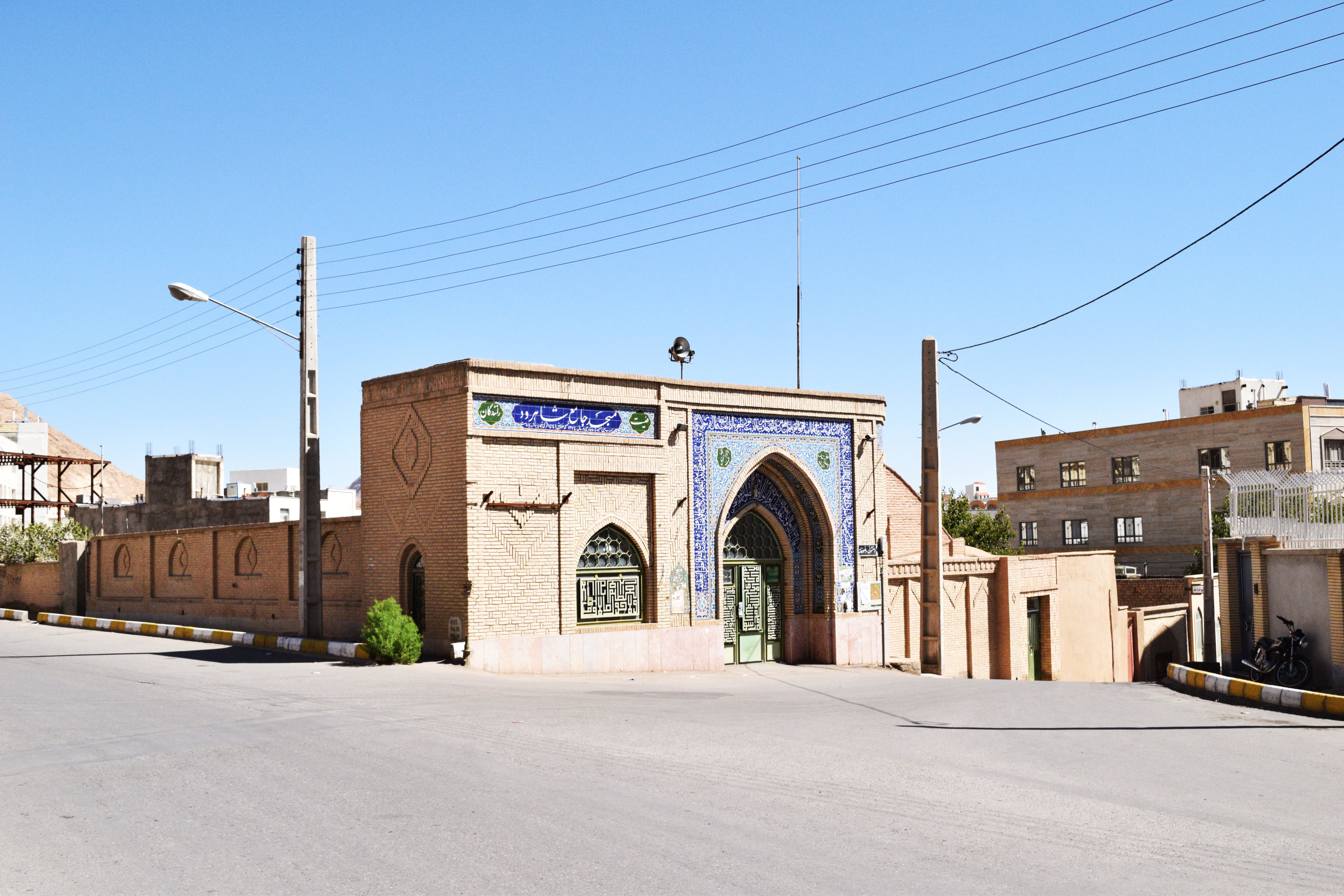
مسجد جامع شاهرود

مسجد جامع شاهرود مربوط به دوره ایلخانی - دوره قاجار است و در شاهرود، شمال محله بیدآباد واقع شده و این اثر در تاریخ ۱۵ اردیبهشت ۱۳۷۶ با شمارهٔ ثبت ۱۸۵۶ به‌عنوان یکی از آثار ملی ایران به ثبت رسیده است. این مسجد شامل یک شبستان اصلی و دو شبستان شرقی و غربی در مجاور آن است. مساحت مسجد ۴۵۰ متر مربع و شالودهٔ بنا از سنگ لاشه و گنبدها از خشت خام و پلان آن به صورت مستطیل و مشتمل بر ۹ گنبد است. در مجاورت مسجد و در ضلع شرقی آن، آب انبار قرار دارد.